# Chris Thomas King
Chris Thomas King (n. Baton Rouge, Luisiana; 14 de octubre de 1962) en es un músico de blues y actor de Estados Unidos.

## Historia
Es hijo del también músico Tabby Thomas. Ha ganado premios por "Álbum del año" en los Premios Grammy y Premios Música Country. King ha vendido más de 10 millones de copias en los Estados Unidos. Ha tocado como invitado de Tommy Johnson en el disco O Brother, Where Art Thou? (2000, Ethan Coen & Joel Coen). También lo aparecido en los soundtracks de Down From the Mountain y More Music From Ray soundtracks.
En la película Ray, protagonizada por Jamie Foxx, participó como líder de la banda Lowell Fulson.
Asimismo ha aparecido en distintos documentales acerca de blues:
- Lightning in a Bottle (2004)
- The Soul of a Man (2003)
- Blues Music Awards (2001)
- Down From the Mountain (2000)
- Inside Look: Down from the Mountain (2000)

También hizo el papel de Tommy Johnson en la película O Brother, Where Art Thou?, y en la banda sonora de dicha película tocó la canción de Skip James "Hard Time Killing Floor Blues".
Es el hijo del también cantante de blues Tabby Thomas.

## Discografía
- Blue Beat (1984)
- The Beginning (1986)
- Cry of the Prophets (1990)
- Help Us, Somebody (Sencillo)
- Simple (1993)
- 21st Century Blues... From Da Hood (1994)
- Chris Thomas King (1997)
- Red Mud (1998)
- Me, My Guitar and The Blues (1999)
- The Legend of Tommy Johnson (2000)
- It's a Cold Ass World: The Beginning (2001)
- Dirty South Hip-Hop Blues (2002)
- Young Man Blues (2002)
- Rise (2006)